# Didier Claverie
Didier Claverie (né le 15 octobre 1959 à Arès)
est un athlète français, spécialiste des épreuves combinées.

## Biographie
Il est sacré champion de France du décathlon en 1982 et 1983.
Son record personnel au décathlon est de 7 683 points.